# Мар'ян Роєк
Мар'ян Еміль Роєк (англ. Marian Emil Rojek (Royek); 5 грудня 1905, Бохня — 23 серпня 1968, Кошалін) — польський політичний діяч, член Народно-демократичної партії Польщі, публіцист.

## Біографія

### Раннє життя
Мар'ян Роєк народився 5 грудня 1905 року в місті Бохня. Син фермера Войцеха Роєк та Марцели Лішек.

### Освіта
Навчався у 1-й державній гімназії імені Вінцента Поля в Тарнополі, а іспит на атестат зрілості склав із запізненням (через Першу світову війну) у 1927 році. У 1932 році закінчив юридичний факультет Університету Яна Казимира у Львові; на останньому курсі одночасно працював асистентом на кафедрі конституційного права. Брав активну участь у студентських та молодіжних організаціях, був, зокрема, президентом «Братньої помочі» та лідером університетської академічної спілки «Всепольська молодь».

### Кар'єра
З 1934 року був пов'язаний з кількома львівськими редакціями — «Kurier Lwowski», «Lwowski Dziennik Narodowy», «Słowo Narodowe», дописував до «Warszawski Dziennik Narodowy» та «Kurier Poznański». Входив до місцевих органів Національної партії, а в 1938—1939 роках був членом Головного комітету партії.
У званні молодшого лейтенанта брав участь у вересневій кампанії, потім вирушив до Угорщини. Перебував в Італії, Франції та Шотландії, а крім військової служби, вів активну журналістську діяльність. Серед іншого, опублікував відому статтю «Zmotoryzowana Emigracja» (в журналі «Jestem Polakiem» у 1940 році), в якій гостро критикував довоєнну владу. Ініціював видання еміграційного органу Національної партії «Myśl Polska». Отримав відпустку з армії та став головним редактором журналу, який виходив у 1941—1945 роки. Продовжував публікуватися в «Myśl Polska» навіть після його відновлення у 1946 році, а також співпрацював з «Myśl Polska» і «Dziennik Żołnierza». Входив до керівного органу емігрантської Національної партії, член і секретар Політичного комітету, опублікував памфлет «Свобода преси в Польщі» (1946) і сценарій «Базові ідеологічні засади та деякі принципи політичної системи Національної партії» (1950).
У 1951 році переїхав до США. Очолював польську секцію відділу досліджень і публікацій Комітету Вільної Європи та був редактором двотижневика «Wiadomości z Polski i o Polsce». У 1956—1958 роках викладав історію американської культури в Університеті Непалу; своєю посадою він завдячував підтримці Фундації Падеревських. Співпрацював також з ЮНЕСКО. З 1958 року був членом Польського наукового інституту в Нью-Йорку. Окрім журналістської діяльності, займався перекладами американської літератури польською мовою. У 1965 році залишився в Польщі як емісар польсько-американської громади, займаючись благодійністю для дітей.

### Смерть
Раптово помер 23 серпня 1968 року в Кошаліні під час відпустки в Польщі та похований у Забже. Був одружений зі вдовою офіцера польської армії; шлюб закінчився розлученням.